# Histoire sans queue ni tête
Une histoire sans queue ni tête désigne à l'origine une anecdote extrêmement longue et verbeuse qui se caractérise par une narration à rallonge d'événements non reliés les uns aux autres et qui se termine par une acmé ou une chute inutile. 
Les histoires sans queue ni tête jouent avec les préconceptions du public en ce qui concerne la manière de raconter des plaisanteries. Le public écoute en effet l'histoire avec certaines attentes qui ne seront pas comblées ou qui le seront mais de la manière dont il ne s'y attend pas. L'humour d'une histoire sans queue ni tête tient au fait que l'attention du public soit captée pendant de longues minutes sans aucune raison, dans la mesure où la fin n'a aucune signification.

## Archétype
En anglais, ce type d'histoire est appelé shaggy dog story, « histoire de chien hirsute ». Sous sa forme la plus courante, l'archétype de ce type d'histoire concerne un chien particulièrement hirsute. Cette caractéristique est de plus en plus mise en relief au fil du récit. L'auditoire s'attend à une chute particulièrement drôle, mais en fin de compte, un personnage commente : « En fait, il n'est pas si hirsute que ça. »